# 逃亡罪
逃亡罪（とうぼうざい）は、陸軍刑法第75条ないし第78条、海軍刑法第73条ないし第77条に規定された罪である。
陸軍刑法第７章第７５条には次のように記されている。
『故ナク職役ヲ離レ又ハ職役ニ就カサル者ハ左ノ区分ニ従テ処断ス
1. 敵前ナルトキハ死刑、無期若ハ５年以上ノ懲役又ハ禁錮ニ処ス。
2. 戦時、軍中又ハ戒厳地境ニ在リテ３日ヲ過キタルトキハ６月以上７年以下ノ懲役又ハ禁錮ニ処ス。
3. 其ノ他ノ場合ニ於テ6日ヲ過キタルトキハ５年以下ノ懲役又ハ禁錮ニ処ス。』

又、未遂についても第７７条に「死刑又ハ無期ノ懲役又ハ禁錮ニ処ス」と罰則が規定されている。

「党与して」上の罪を犯した者、すなわち徒党を組んで逃亡したときは、
1. の場合は首魁は死刑または無期の懲役もしくは禁錮。その他の者は死刑、無期または7年以上の懲役または禁錮、未遂罪も罰せられる。
2. の場合は首魁は5年以上の有期懲役または禁錮、その他の者は6月以上7年以下の懲役または禁錮。
3. の場合は首魁は1年以上7年以下の懲役または禁錮、その他の者は3年以下の懲役または禁錮。

艦艇の乗員が故なくその艦船発航の期に後れたときは、その経過日数を問わず以上の罪に問われる。（→後発航期の項目を参照されたい）
「敵に奔りたる者」すなわち故意に敵に投降逃亡した者は死刑または無期懲役もしくは禁錮に処せられる。未遂罪も罰せられる。